# グーフィーのゴルフ教室
『グーフィーのゴルフ教室』（グーフィーのゴルフきょうしつ、原題：How to Play Golf）は、ウォルト・ディズニー・プロダクション（現：ウォルト・ディズニー・カンパニー）が製作した1944年3月10日公開のアニメーション短編映画作品。グーフィーの短編映画シリーズの14作目である。グーフィーの教室シリーズの第10作目。

## あらすじ
ゴルフについてをグーフィーで通して、ナレーターが説明する。

## スタッフ
- 製作：ウォルト・ディズニー
- 監督：ジャック・キニー

## キャスト
| キャラクター | 原語版             | 旧吹き替え版 | 新吹き替え版 |
| ------------ | ------------------ | ------------ | ------------ |
| グーフィー   | ピント・コルヴィグ | 小山武宏     | 島香裕       |
| ナレーター   |                    | 江原正士     | 大平透       |